# Takapoto (Polinesia Francesa)
Takapoto es una comuna asociada de la comuna francesa de Takaroa que está situada en la subdivisión de Islas Tuamotu-Gambier, de la colectividad de ultramar de Polinesia Francesa.

## Composición
La comuna asociada de Takapoto comprende la totalidad del atolón de Takapoto.

## Demografía
| Gráfica de evolución demográfica de Takapoto entre 1977 y 2012 |
|                                                                |

Fuente: Insee